# Vodeane, Șpola
Vodeane (în ucraineană Водяне) este o comună în raionul Șpola, regiunea Cerkasî, Ucraina, formată numai din satul de reședință.

## Demografie
Componența lingvistică a comunei Vodeane
     Ucraineană (98,69%)
     Alte limbi (1,2%)
Conform recensământului din 2001, majoritatea populației comunei Vodeane era vorbitoare de ucraineană (98,69%), existând în minoritate și vorbitori de alte limbi.